# Sternarchorhamphus muelleri
Genre
Espèce
Sternarchorhamphus muelleri est une espèce de poissons gymnotiformes de la famille des Apteronotidae, la seule du genre Sternarchorhamphus.

## Distribution
Cette espèce se rencontre en Amérique du Sud dans le bassin de l'Amazone au Brésil, au Pérou et au Venezuela.

## Description
C'est un Poisson électrique.

## Référence
- Steindachner, 1881 : Beiträge zur Kenntniss der Flussfische Südamerika's (III) und Ichthyologische Beiträge (XI). Anzeiger der Akademie der Wissenschaften in Wien, vol. 18, n. 11, p. 97-100.
- Eigenmann & Ward, 1905 : The Gymnotidae. Proceedings of the Washington Academy of Science, vol. 7, p. 159-188.